# Die Hochzeits-Crasher
Die Hochzeits-Crasher (Originaltitel Wedding Crashers) ist eine Romantische Filmkomödie des Regisseurs David Dobkin aus dem Jahre 2005 mit Owen Wilson und Vince Vaughn.

## Handlung
Die beiden Scheidungsmediatoren John Beckwith und Jeremy Grey sind Hochzeits-Crasher: Sie nehmen als ungeladene Gäste an Hochzeiten teil und versuchen dabei, während der Feierlichkeiten Single-Frauen abzuschleppen, was ihnen meistens auch gelingt. Bei John kommen leichte Zweifel auf, ob dieser Lebensstil mit Mitte 30 noch der richtige für ihn ist. Jeremy verwirft diese Zweifel und überredet John dazu, zur Hochzeit einer der Töchter des US-Finanzministers William Cleary zu gehen. So schmuggeln sich die Freunde auf diese Hochzeit ein. Dort bandeln sie mit den beiden anderen Töchtern Clearys an: John mit Claire und Jeremy mit Gloria. Nachdem sich letztere am Strand vergnügt haben, erklärt Gloria Jeremy, dass sie noch Jungfrau gewesen sei, und zeigt sich fortan als sehr anhänglich. Gloria ist auch diejenige, die ihren Vater überredet, die angeblichen Risikokapital-Anleger John und Jeremy auf die Privatfeier in einem Anwesen am Meer einzuladen. 
Dort kommen sich, nach einem kurzen Intermezzo mit der aufdringlichen Mutter, John und Claire immer näher, während Jeremy sowohl von der nymphomanischen Gloria als auch vom schwulen Sohn der Familie, Todd, bedrängt wird. Das gute Verhältnis von John und Claire weckt den Argwohn von Claires Verlobtem Zachary, den John vorübergehend ausgeschaltet hatte, indem er ihm Augentropfen in den Drink tat, und Zachary lässt Nachforschungen anstellen. Zudem überrumpelt er Claire mit der öffentlichem Ankündigung, dass sie ihn heiraten werde. Gloria gesteht Jeremy derweil, sie habe nur behauptet, dass sie noch Jungfrau gewesen sei, weil „die Männer es ja hören wollen“. Zachary eröffnet schließlich der versammelten Gesellschaft, dass sie alle von John und Jeremy getäuscht wurden. Claire, offensichtlich enttäuscht, wendet sich daraufhin von John ab, ohne ihm eine Gelegenheit zu geben, sich zu rechtfertigen. Anschließend müssen John und Jeremy das Anwesen verlassen.
Sechs Monate später hat Jeremy mit den Ereignissen nach außen hin abgeschlossen, trifft sich aber in Wirklichkeit immer noch heimlich mit Gloria. John hingegen hat die Angelegenheit noch nicht überwunden, er liebt Claire immer noch. Diese, mitten in den Hochzeitsvorbereitungen steckend, scheint sich ebenfalls noch zu John hingezogen zu fühlen. Außerdem entdeckt sie immer mehr unangenehme Charakterzüge an ihrem untreuen Verlobten Zachary. John plant, sich mit Jeremys Unterstützung in die Verlobungsfeier von Claire und Zachary einzuschmuggeln und ihr seine Liebe zu gestehen. Da Jeremy jedoch nicht auftaucht, beschließt John, sein Vorhaben alleine durchzuführen. Noch bevor er es in den Festsaal schafft, wird er, ohne Rückendeckung durch Jeremy, von Zachary und seinen Freunden abgefangen und verprügelt. Enttäuscht darüber, dass sein Freund ihn im Stich gelassen hat, macht er sich auf zu Jeremys Wohnung. Dort entdeckt er ihn in den Armen von Gloria. John beendet nach diesem Vertrauensbruch die Freundschaft mit Jeremy.
Während Jeremy seine Hochzeit mit Gloria plant, verwahrlost John immer mehr. Eines Tages macht er sich zum „Guru“ des Hochzeits-Crashens, Chazz, auf. Dieser, der einst Jeremy auf die entsprechende Idee brachte, hat sich inzwischen auf Begräbnisse spezialisiert und nimmt John zu einer Beerdigung mit, um dort trauernde Frauen abzuschleppen: Chazz entpuppt sich als ein amoralischer Verlierer, der noch bei seiner Mutter lebt. Dabei wird John klar, dass er nicht wie Chazz enden will. So macht er sich auf zu Jeremys Hochzeit, zu der er als Trauzeuge eingeladen ist. Während der Zeremonie gesteht er am Altar Claire, die ihrerseits Trauzeugin ihrer Schwester Gloria ist, seine Liebe. Claire, die endlich erkennt, wen sie wirklich liebt, entscheidet sich für John. Zachary, der dies nicht hinnehmen und sich auf John stürzen will, wird von Jeremy mit einem Fausthieb aufgehalten, und auch der Minister unterstützt Claires Entscheidung.
Nach der Hochzeit fahren John, Claire, Jeremy und Gloria mit dem Auto davon. Als John fragt, was sie nun machen wollen, antwortet Jeremy, dass die Hochzeit eines japanischen Paares in der Nähe stattfindet. Claire schlägt vor, dort als angebliche Gesangstruppe aufzukreuzen, und alle sind einverstanden.

## Ausstrahlung in Deutschland
Die deutsche Free-TV Premiere erfolgte am 17. Dezember 2007 zur Primetime auf ProSieben. Der Film erreichte in der werberelevanten Zielgruppe 2,15 Millionen Zuschauer (15,0 Prozent Marktanteil), insgesamt sahen 2,60 Millionen Zuschauer den Film zur Erstausstrahlung.

## Trivia
- Rebecca De Mornay und Dwight Yoakam spielen das streitende Ehepaar zu Beginn des Films.
- John McCain und James Carville haben einen kurzen Gastauftritt im Film.
- Regisseur David Dobkin arbeitete bereits bei Clay Pigeons mit Vince Vaughn und in Shanghai Knights mit Owen Wilson zusammen.
- Es wurde eine Szene gedreht, in der die beiden Hochzeits-Crasher auf der asiatischen Hochzeit Karaoke singen zu „99 Red Balloons“ (der englischen Version von 99 Luftballons von Nena). Der Regisseur entschied sich allerdings, die Szene nicht in den fertigen Film aufzunehmen.
- Der Film wurde an Originalschauplätzen in Washington, D.C. und der Ostküste von Maryland gedreht.
- Die Produktionskosten des Films betrugen rund 40 Millionen US-Dollar. Das Einspielergebnis betrug allein in den Vereinigten Staaten über 200 Millionen US-Dollar.

## Kritiken
„Dramaturgisch konventionelle, nichtsdestotrotz sehr unterhaltsame romantische Komödie mit bestechendem Wortwitz. Eine herrliche Hommage ans Metier der Stegreif-Comedy.“

## Auszeichnungen
Der Film gewann 2005 einen Teen Choice Award sowie 2006 zwei People’s Choice Awards. Außerdem erhielt Die Hochzeits-Crasher Nominierungen als beste Komödie für die Empire Awards sowie für die Broadcast Film Critics Association Awards. Mark Livolsi wurde für seine Rolle bei den American Cinema Editors nominiert.